# Kuiu Island
Kuiu Island fa parte dell'arcipelago Alessandro, nell'Alaska sud-orientale, Stati Uniti d'America. Amministrativamente appartiene al Borough di Petersburg. L'isola si trova all'interno della Tongass National Forest.

## Geografia
Kuiu si trova tra Kupreanof Island a est, separata dallo stretto di Chatham e Baranof Island a ovest, separata dal Keku Strait. A nord, il Frederick Sound la divide da Admiralty Island, mentre a sud-est il Sumner Strait la separa dalle isole Principe di Galles e Kosciusko. L'isola è lunga circa 105 km e larga dai 10 ai 23 km; la sua superficie totale è di 1961,7 km² il che la rende la 15ª isola per dimensione degli Stati Uniti e la 209° tra le isole del mondo. La sua altezza massima è di 1081 m.

### Masse d'acqua
Intorno all'isola sono presenti le seguenti masse d'acqua (da nord in senso orario):
- Stretto di Keku (Keku Strait)[4] 56°53′26″N 133°55′54″W - Lo stretto collega a nord il canale di Frederick (Frederick Sound) con a sud lo stretto di Sumner (Sumner Strait) e divide verso est l'isola Kuiu dall'isola di Kupreanof (Kupreanof Island). Nello stretto sono presenti le seguenti masse d'acqua:
  - Baia di Gil (Gil Harbor)[5] 56°49′54″N 133°59′29″W - Di fronte alla baia si trovano le isole di Clark (Clark Island) e di Hare (Hare Island).
  - Baia di Kadake (Kadake Bay)[6] 56°47′46″N 133°59′11″W
  - Fiordo di Camden (Port Camden)[7] 56°43′07″N 133°55′15″W - Il fiordo è lungo 25,7 chilometri e penetra l'isola di Kuiu verso sud.
  - Canale Rocky (Rocky Pass)[8] 56°40′38″N 133°44′20″W - In questo "passaggio marino" si trova l'isola di Horseshoe (Horseshoe Island); qui l'isola di Kuiu è separata dall'isola di Kupreanof per poco meno di 1,5 chilometri.
  - Baia di Mud (Mud Bay)[9] 56°41′38″N 133°45′40″W - La baia si trova di fronte all'isola di Summit (Summit Island).
  - Fiordo di Threemile (Threemile Arm)[10] 56°35′11″N 133°50′04″W - Il fiordo, lungo circa 10 chilometri, penetra nell'isola in direzione nord-ovest.
  - Baia di Seclusion (Seclusion Harbor)[11] 56°33′22″N 133°51′54″W
  - Baia di No Name (No Name Bay)[12] 56°30′06″N 133°55′01″W - La baia contiene molti isolotti e si trova di fronte all'isola di Conclusion (Conclusion Island).

- Stretto di Sumner (Sumner Strait)[13] 56°23′36″N 133°30′36″W - Lo stretto collega a nord lo stretto di Keku (Keku Strait) con a sud lo stretto di Chatham (Chatham Strait) e divide verso est l'isola Kuiu dalle isole Principe di Galles (Prince of Wales Island) e Kosciusko (Kosciusko Island). Nello stretto sono presenti le seguenti masse d'acqua:
  - Baia di Alvin (Alvin Bay)[14] 56°26′05″N 133°53′58″W - La baia è lunga 6,4 chilometri.
  - Baia di Reid (Reid Bay)[15] 56°22′39″N 133°53′28″W
  - Baia di Beauclerc (Port Beauclerc)[16] 56°19′23″N 133°56′38″W - Nella baia si trova l'isola di Edwards (Edwards Island).
  - Baia di Louise (Louise Cove)[17] 56°11′40″N 133°57′42″W

- Canale di Affleck (Affleck Canal)[18] 56°10′42″N 134°04′11″W - Il canale (o anche fiordo la cui lunghezza è di circa 27 chilometri), che si trova nell'estremità meridionale dell'isola e il cui sbocco è orientato a sud, è collegato alla parte terminale-sud dello stretto di Sumner (Sumner Strait). Nel canale sono presenti le seguenti masse d'acqua:
  - Baia di Bear (Bear Harbor)[19] 56°14′48″N 134°06′42″W - La baia, in realtà un lungo fiordo (3,5 chilometri), è largo 800 metri.
  - Baia di Kell (Kell Bay)[20] 56°09′20″N 134°08′41″W
  - Baia di McArthur (Port McArthur)[21] 56°04′00″N 134°07′30″W - La baia si trova all'entrata occidentale del canale di Affleck di fronte a due isole: North Island e South Island.

- Stretto di Chatham (Chatham Strait)[22] 56°57′54″N 134°37′32″W - Lo stretto collega a nord il canale di Frederick (Frederick Sound) con a sud lo stretto di Sumner (Sumner Strait) tramite un breve passaggio marino (Decision Passage) che separa la parte più meridionale dell'isola di Kuiu dalle isole Spanisch (Spanish Islands). Lo stretto separa inoltre a ovest l'isola di Kuiu dall'isola di Baranof (Baranof Island). Nello stretto sono presenti le seguenti masse d'acqua:
  - Baia di Howard (Howard Cove)[23] 56°02′59″N 134°10′22″W - La baia che si apre praticamente sull'Oceano Pacifico è ampia quasi 2 chilometri.
  - Baia (o ansa) di Crowley (Crowley Bight)[24] 56°06′19″N 134°14′02″W - La baia è ampia 3,2 chilometri.
  - Baia di Table (Table Bay)[25] 56°09′08″N 134°14′22″W
  - Baia di Malmesbury (Port Malmesbury)[26] 56°17′05″N 134°14′22″W
  - Baia di Harris (Harris Cove o anche Harris Bay)[27] 56°19′20″N 134°16′57″W - La baia è larga 2,4 chilometri.
  - Baia di Gedney (Gedney Harbor)[28] 56°22′13″N 134°14′52″W - La baia è lunga 2,5 chilometri.
  - Baia di Tebenkof (Tebenkof Bay)[29] 56°30′16″N 134°12′50″W - Tebenkof è un'ampia baia situata nella metà occidentale dell'isola di Kuiu; al suo interno sono presenti le seguenti masse d'acqua:
    - Baia di Explorer (Explorer Basin)[30] 56°26′12″N 134°12′49″W - La baia è ampia 3,2 chilometri ed è circondata dalle isole Windfall (Windfall Islands) e isole Troller (Troller Islands).
    - Stretto di Helianthus (Helianthus Passage)[31] 56°26′51″N 134°11′26″W - Il passaggio marino collega la baia di Explorer (Explorer Basin) con l'area principale della baia di Tebenkof (Tebenkof Bay) e si trova tra la terraferma (isola di Kuiu) e le isole Troller (Troller Islands).
    - Baia di Thetis (Thetis Bay)[32] 56°23′37″N 134°08′42″W - La baia si trova nella parte occidentale-meridionale della baia di Tebenkof.
    - Baia di Petrof (Petrof Bay)[33] 56°24′10″N 134°03′48″W - La baia si trova nella parte orientale-meridionale della baia di Tebenkof.
    - Baia di Elena (Elena Bay)[34] 56°30′59″N 134°05′05″W - La baia è orientata verso nord ed è lunga 8 chilometri.
    - Baia di Happy (Happy Cove)[35] 56°26′58″N 134°09′22″W - La baia si trova all'entrata nord della baia di Tebenkof ed è ampia 320 metri.
    - Baia di Piledriver (Piledriver Cove)[36] 56°32′29″N 134°11′34″W - La baia si trova all'entrata nord della baia di Tebenkof.

  - Baia di Pillars (Bay of Pillars)[37] 56°36′05″N 134°15′28″W - La baia è lunga 2,5 chilometri
  - Baia di Rowan (Rowan Bay)[38] 56°40′02″N 134°14′34″W
  - Baia di Washington (Washington Bay)[39] 56°43′16″N 134°21′57″W

- Canale di Frederick (Frederick Sound)[40] 57°10′36″N 133°54′23″W - Il canale, lungo 112 chilometri, collega a ovest lo stretto di Chatham (Chatham Strait) con a est lo stretto di Keku (Keku Strait). Nel canale sono presenti le seguenti masse d'acqua:
  - Baia di Band (Band Cove)[41] 56°51′30″N 134°22′46″W - La baia è larga 640 metri.
  - Baia di Security (Security Bay)[42] 56°50′17″N 134°19′39″W - La baia (in realtà un fiordo) è lunga circa 11 chilometri.
  - Baia di Saginaw (Saginaw Bay)[43] 56°53′08″N 134°12′16″W - La baia è lunga circa 11 chilometri e larga mediamente 2,5 chilometri.
  - Baia di Halleck (Halleck Harbor)[44] 56°54′58″N 134°13′25″W - La baia è ampia 3,2 chilometri.

### Promontori
Sull'isola sono presenti alcuni promontori (da nord in senso orario):
- Stretto di Keku (Keku Strait):
Promontorio di Camden (Point Camden)[45] 56°48′33″N 133°53′02″W - L'elevazione del promontorio, che si trova all'entrata nord del canale Rocky (Rocky Pass), è di 27 metri.
- Stretto di Sumner (Sumner Strait):
  - Promontorio di Boulder (Boulder Point)[46] 56°19′26″N 133°49′58″W - L'elevazione del promontorio, che si trova di fronte all'estremità settentrionale dell'isola Principe di Galles (Prince of Wales Island), è di 7 metri.
  - Promontorio di Amelius (Point Amelius)[47] 56°12′23″N 133°54′22″W - L'elevazione del promontorio è di 143 metri.
  - Promontorio di Saint Albans (Point Saint Albans)[48] 56°04′57″N 133°58′12″W - L'elevazione del promontorio, che si trova all'entrata est del canale di Affleck (Affleck Canal), è di 4 metri.
  - Promontorio di Lemon (Lemon Point)[49] 56°04′35″N 133°07′29″W - L'elevazione del promontorio, che si trova all'entrata ovest del canale di Affleck (Affleck Canal), è di 24 metri.
  - Capo Decision (Cape Decision)[50] 56°00′20″N 133°07′57″W - L'elevazione del promontorio, che si affaccia sul passaggio marino (Decision Passage) e divide lo stretto di Sumner dallo stretto di Chatham, è di 64 metri; è inoltre il promontorio più meridionale dell'isola.

- Stretto di Chatham (Chatham Strait):
  - Promontorio di Howard (Point Howard)[51] 56°04′09″N 134°14′01″W - Il promontorio si trova a nord della baia di Howard (Howard Cove).
  - Promontorio di Crowley (Point Crowley)[52] 56°07′12″N 134°15′27″W - L'elevazione del promontorio, che si trova all'entrata meridionale dell'ansa di Crowley (Crowley Bight), è di 31 metri.
  - Promontorio di Harris (Point Harris)[53] 56°17′20″N 134°17′50″W - L'elevazione del promontorio, che si trova all'entrata settentrionale della baia di Malmesbury (Port Malmesbury), è di 14 metri.
  - Promontorio di Cosmos (Point Cosmos)[54] 56°20′57″N 134°17′28″W - L'elevazione del promontorio è di 34 metri.
  - Promontorio di Swaine (Swaine Point)[55] 56°25′47″N 134°14′08″W - Il promontorio si trova all'entrata della baia di Explorer (Explorer Basin).
  - Promontorio di Lisa (Lisa Point)[56] 56°26′36″N 134°08′54″W - Il promontorio, situato su un isolotto, si trova all'interno della baia di Tebenkof (Tebenkof Bay).
  - Promontorio di Troller (Troller Point)[57] 56°28′41″N 134°12′54″W - Il promontorio si trova all'entrata meridionale della baia di Tebenkof (Tebenkof Bay).
  - Promontorio di Gap (Gap Point)[58] 56°28′47″N 134°08′10″W - Il promontorio si trova all'interno della baia di Tebenkof (Tebenkof Bay).
  - Promontorio di Ellis (Point Ellis)[59] 56°33′46″N 134°19′05″W - Il promontorio, che si trova all'entrata settentrionale della baia di Tebenkof (Tebenkof Bay), ha una elevazione di 21 metri.
  - Promontorio di Kingsmill (Kingsmill Point)[60] 56°49′59″N 134°25′12″W - Il promontorio ha una elevazione di 22 metri.

- Canale di Frederick (Frederick Sound):
  - Promontorio di Hourigan (Hourigan Point)[61] 56°51′34″N 134°23′19″W - Il promontorio, che si trova all'entrata ovest della baia di Band (Band Cove), ha una elevazione di 2 metri.
  - Promontorio di Paralysis (Paralysis Point)[62] 56°51′53″N 134°22′51″W - Il promontorio, che la baia di Band (Band Cove) dalla baia di Security (Security Bay) , ha una elevazione di 3 metri.
  - Promontorio di Expedition (Expedition Point)[63] 56°50′38″N 134°19′09″W - Il promontorio, che si trova all'interno della baia di Security (Security Bay), ha una elevazione di 23 metri.
  - Promontorio di Meade (Meade Point)[64] 56°53′34″N 134°21′07″W - Il promontorio ha una elevazione di 4 metri.
  - Promontorio di Cornwallis (Cornwallis Point)[65] 56°56′00″N 134°16′09″W - Il promontorio ha una elevazione di 35 metri si trova all'estremo settentrionale dell'isola.

### Laghi e lagune
Alcuni laghi presenti sull'isola (le misure possono essere indicative - la seconda dimensione in genere è presa ortogonalmente alla prima nel suo punto mediano):
| Nome del lago                      | Quota (m s.l.m.) | Dimensioni in chilometri (lunghezza x larghezza) | Coordinate             | Note |
| ---------------------------------- | ---------------- | ------------------------------------------------ | ---------------------- | --- |
| Lago di Ledge (Ledge Lake)         | 50               | 1,61 x 0,20                                      | 56°53′12″N 134°16′44″W | In parte riceve le acque del lago Cool (Cool Lake); l'emissario sfocia nel canale di Frederick (Frederick Sound). |
| Lago di Cool (Cool Lake)           | 53               | 1,29 x 0,15                                      | 56°52′35″N 134°15′09″W | L'emissario sfocia nel lago di Ledge (Ledge Lake).                                                                |
| Laguna "Salt Lagoon" (Salt Lagoon) | 0                | 2,00 x 0,34                                      | 56°33′44″N 133°54′38″W | La laguna è collegata alla baia di Seclusion (Seclusion Harbor).                                                  |
| Lago di Kutlaku (Kutlaku Lake)     | 16               | 1,93 x 0,40                                      | 56°32′26″N 134°03′04″W | Le acque del lago si riversano nella baia di Pillars (Bay of Pillars) tramite il fiume Kutlaku (Kutlaku Creek).   |
| Lago di Alecks (Alecks Lake)       | 14               | 1,26 x 0,40                                      | 56°31′25″N 134°01′05″W | Le acque del lago si riversano nella baia di Elena (Elena Bay) tramite il fiume Alecks (Alecks Creek).            |

### Monti
Elenco dei monti presenti nell'isola:
| Nome del monte                      | Quota (m s.l.m.) | Coordinate             |
| ----------------------------------- | ---------------- | ---------------------- |
| Monte Green (Green Mountain)        | 663              | 56°20′15″N 134°15′32″W |
| Picco di Beauclerc (Beauclerc Peak) | 754              | 56°15′37″N 134°55′57″W |
| Monte Howard (Mount Howard)         | 648              | 56°06′24″N 134°09′40″W |
| Monte McArthur (Mount McArthur)     | 616              | 56°04′54″N 134°11′15″W |

Altri rilievi presenti sull'isola sono: Ellis Mountain, Piledriver Mountain, Alacks Mountain e Beck Mountain (tutti all'interno del Tebenkof Bay Wilderness).

### Fiumi
Principali fiumi dell'isola (le coordinate si riferiscono alla foce):
- Fiume Dean (Dean Creek)[76] 56°53′57″N 134°19′22″W - Il fiume, lungo 8,8 chilometri, sfocia nel canale di Frederick (Frederick Sound).
- Fiume Saginaw (Saginaw Creek)[77] 56°50′52″N 134°09′35″W - Il fiume sfocia nella baia di Saginaw (Saginaw Bay).
- Fiume Straight (Straight Creek)[78] 56°50′50″N 134°07′44″W - Il fiume sfocia nella baia di Saginaw (Saginaw Bay).
- Fiume Kadake (Kadake Creek)[79] 56°47′12″N 133°59′18″W - Il fiume sfocia nella baia di Kadake (Kadake Bay).
- Fiume Crane (Crane Creek)[80] 56°43′38″N 133°56′29″W - Il fiume, lungo 4,8 chilometri, sfocia nel fiordo di Camden (Port Camden).
- Fiume Mud (Mud Creek)[81] 56°41′38″N 133°45′43″W - Il fiume sfocia nella baia di Mud (Mud Bay).
- Fiume Kwatahein (Kwatahein Creek)[82] 56°35′56″N 134°14′26″W - Il fiume sfocia nella baia di Pillars (Bay of Pillars).
- Fiume Alecks (Alecks Creek)[83] 56°30′15″N 134°02′42″W - Il fiume, lungo 6,4 chilometri, sfocia nella baia di Elena (Elena Bay).

### Parchi
Sull'isola sono presenti le seguenti aree protette:
- Security Bay State Marine Park (56°51′18″N 134°22′01″W): è un parco marino statale di 790 ettari posizionato all'estremità nord dell'isola di Kuiu. L'area offre un rifugio sicuro per le navi della zona ma anche a diversi uccelli acquatici e costieri. Nel parco possono essere svolte le attività di campeggio, pesca, kayak, canottaggio e l'osservazione della fauna selvatica.[84][85]
- Kuiu Wilderness e Tebenkof Bay Wilderness (56°17′18″N 134°04′59″W): sono delle aree naturali designate a livello federale all'interno della "Foresta Nazionale di Tongass" (Tongass National Forest). La Tebenkof bay Wildeness fa parte dell'area della grande baia di Tebenkof, sul lato occidentale dell'isola.[86] Più a sud si trova la Kuiu Wilderness[87] che comprende la baia di Port Malmesbury.[88] Le due aree, gestite dal "Servizio Forestale degli Stati Uniti" (United States Forest Service), per un totale di circa 500 km{\displaystyle ^{2}}, comprendono le foreste pluviali temperate di vecchia crescita che salgono dagli estuari costieri fino alle zone subalpine con prati a quote oltre i 600 m s.l.m..[89][90]

### Strade

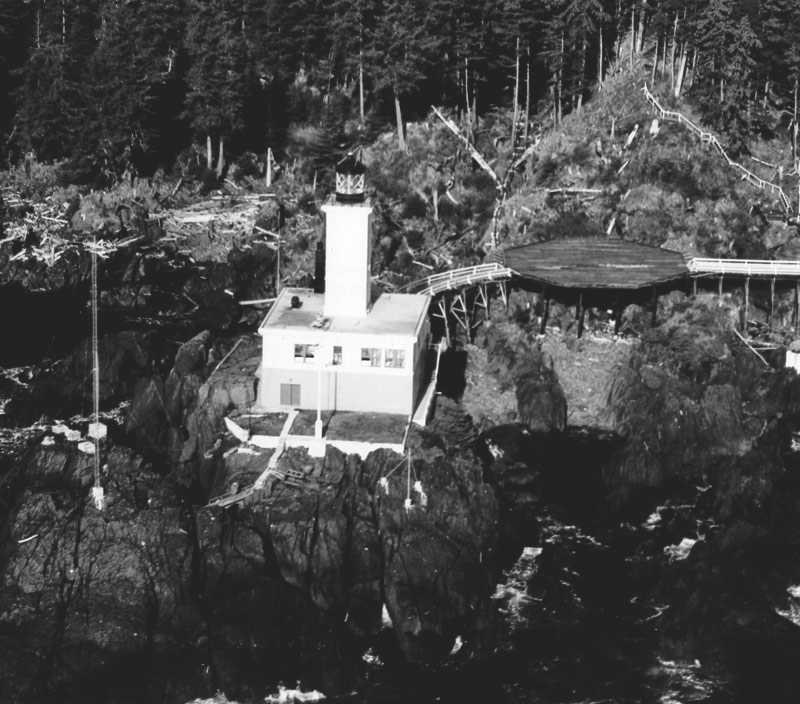
Il faro di Cape Decision a Kuiu

La parte nord-ovest dell'isola è percorribile lungo alcune strade sterrate denominate: "FR 6448 Rd","FR 6402 Rd" e "FR 6404 Rd".
All'estremità meridionale di Kuiu si trova il faro di Cape Decision.

## Storia
L'isola è sta per la prima volta tracciata da Joseph Whidbey e James Johnstone, due degli uomini della spedizione del 1791-1795 di George Vancouver, negli anni 1793 - 1794; più tardi Johnstone ne provò l'insularità.
Kuiu è il suo nome nativo, degli indiani Tlingit, pubblicato nel 1848 dal dipartimento idrografico russo.